# BK Ventspils (féminin)
Le Basketbola Kluba Ventspils est un club féminin letton de basket-ball issu de la ville de Ventspils. Le club appartenait, en  2006-07, à la plus haute division du championnat letton.